# Chiltern Hills
Chiltern Hills eller The Chilterns är en ås eller serie kullar i England, nordväst om London. De sträcker sig 74 km i sydvästlig-nordostlig riktning. Liksom North Downs och South Downs längre söderut, har kullarna uppstått på grund av erosion i sluttande lager av kalksten. Dessa sluttar sakta mot sydost, ner mot Themsens dalgång, medan nordvästsidan är eroderat till tydliga branter i landskapet. Högsta punkten är 267 meter över havet.
Till Chiltern Hills räknas även Barton Hills.